# Dianthus elongatus
Dianthus elongatus är en nejlikväxtart som beskrevs av Carl Anton von Meyer. Dianthus elongatus ingår i släktet nejlikor, och familjen nejlikväxter. Inga underarter finns listade i Catalogue of Life.